# Pierre-Joseph Redouté

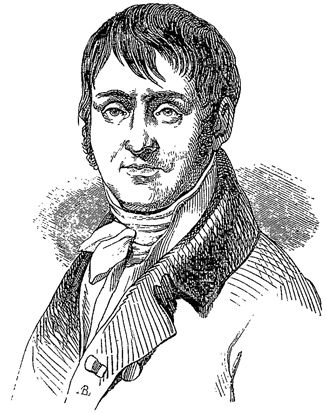
Pierre-Joseph Redouté

Pierre-Joseph Redouté (* 10. Juli 1759 in Saint-Hubert in den Ardennen, dem damaligen Herzogtum Luxemburg; † 19. Juni 1840 in Paris) war ein bedeutender französischer Maler, der für seine Blumenaquarelle bekannt ist.

## Leben
Der Aquarellist Redouté („Raffael der Blumen“) gilt als einer der Begründer der botanischen Blumenmalerei. Redouté war eines von fünf Kindern eines Dekorationsmalers und Raumausstatters, der für die Abtei Saint-Hubert arbeitete. Einer der Mönche führte den Knaben in die Botanik der Wildpflanzen und Arzneipflanzen ein. Im Alter von dreizehn Jahren verließ Redouté seine Heimat und schlug sich als Porträtmaler durch. Er besuchte Amsterdam, um das Werk von Jan van Huysum, einem berühmten Blumenmaler zu studieren.
1782 reiste Redouté nach Paris, um mit seinem Bruder Antoine-Ferdinand als Dekorateur und Bühnenmaler zu arbeiten. Im Jardin du Roi (dem heutigen Jardin des Plantes des Naturkundemuseums) konnte er botanische Studien betreiben. Außerdem zeichnete er Pflanzen und verkaufte seine Bilder an einen Straßenhändler, der sie als Grundlage für die Herstellung kolorierter Kupferstiche verwendete. Hierdurch erweckte er bald die Aufmerksamkeit von Charles Louis L’Héritier de Brutelle sowie von Gerard van Spaendonck (1746–1822), die fortan als seine Förderer auftraten.
Königin Marie-Antoinette förderte Redouté, ebenso später die Kaiserin Joséphine.

## Ehrungen
Nach Redouté benannt ist die Pflanzengattung Redutea Vent. aus der Familie der Malvengewächse (Malvaceae).

## Werke

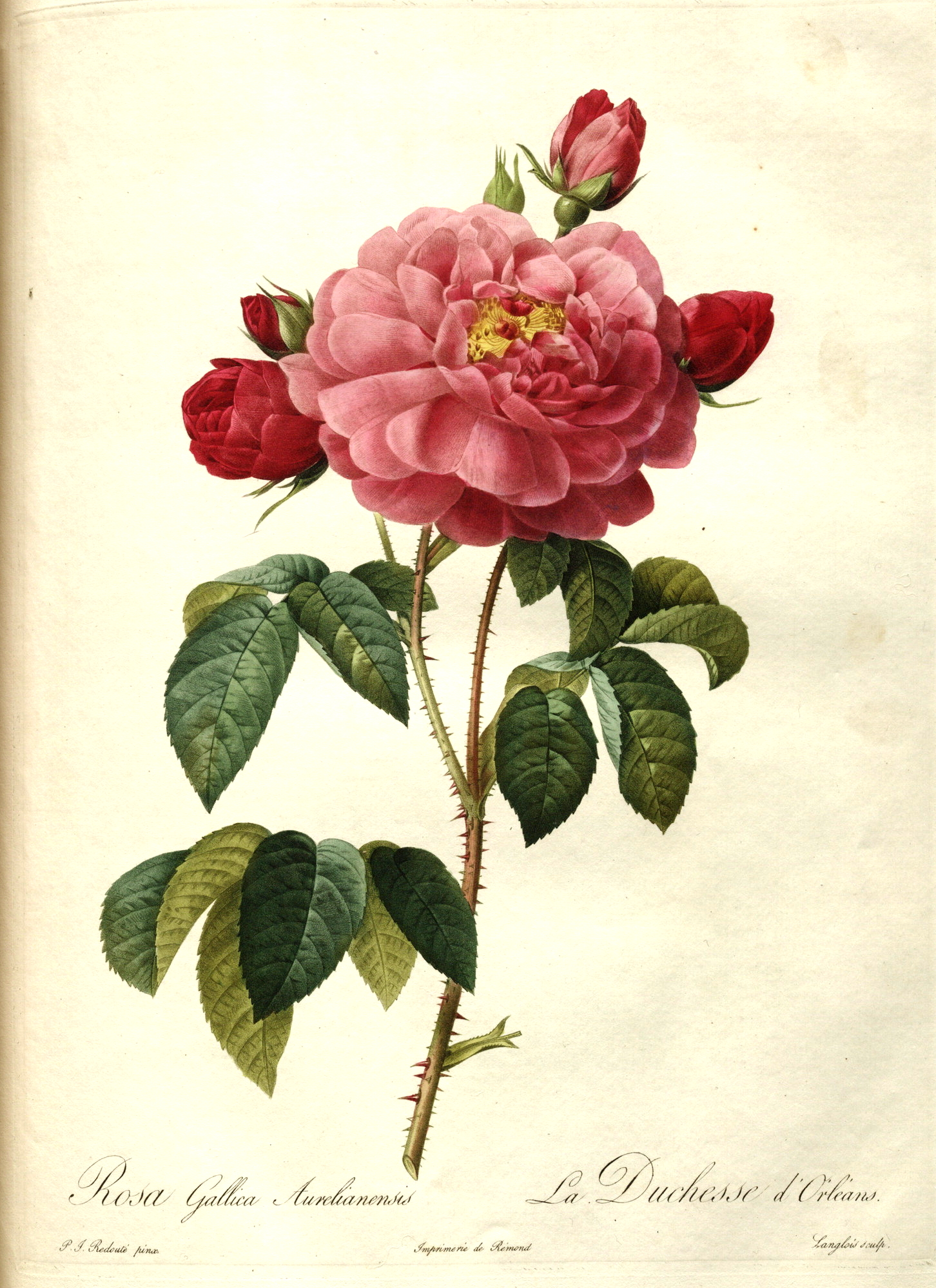
Rosa 'Duchesse d’Orléans' (Rosa gallica)

Die wichtigsten und umfangreichsten Werke von Redouté sind die Tafelwerke über Lilien und Rosen. Die acht Bände des Lilienwerkes wurden zwischen 1802 und 1816 veröffentlicht. Sie stellen mit 603 Illustrationen Redoutés umfangreichstes Werk dar. Redoutés Rosenwerk in drei Bänden wurde zwischen 1817 und 1824 veröffentlicht. Mit 170 Tafeln ist dieses Werk von deutlich geringerem Umfang als die Lilienbände. Seine Darstellungen von Blumen finden bis in die heutige Zeit Verwendung, etwa auf Kaffeetassen, Tischdecken oder Regenschirmen.

## Liste von Buchillustrationen
- Jardin de Malmaison (1803–1804), Digitalisat der Universität von Strasbourg
- Description des Plantes Rares Cultivées à Malmaison et à Navarre (1813) Digitalisat der Biodiversity Heritage Library
- Nouveau Traité des Arbres Fruitiers (von Duhamel du Monceau) (1800–1819) Digitalisat der Bibliothèque nationale de France
- Les Liliacées (1802–1816), Digitalisat der Universität von Strasbourg
- Les Roses (1817–1824). Digitalisat der Library of Congress
  - Ausgabe: Die Rosen. Nach der Ausgabe von 1817–1824. Mit einem Nachwort von Edmund Launert. Harenberg, Dortmund (= Die bibliophilen Taschenbücher. Band 169).
- Choix des plus belles fleurs (1827–1833)
- Kakteen und andere Sukkulenten. Eine Auswahl aus den „Plantes grasses“ des A.-P. de Candolle. Mit einem Nachwort von Edmund Launert. Mit 78 Farbtafeln. Harenberg, Dortmund (= Die bibliophilen Taschenbücher. Band 232).